# HD 1388
HD 1388 — звезда, которая находится в созвездии Кит на расстоянии около 84,8 световых лет от нас.

## Характеристики
HD 1388 — звезда 6,51 величины, не видимая невооружённым глазом. Впервые в астрономической литературе она упоминается в каталоге Генри Дрейпера, изданном в начале XX века. Это жёлтый карлик, имеющий температуру поверхности около 5952 кельвинов. Планет в данной системе пока обнаружено не было.